# 200.000 naglbítar
 (octobre 2024).
200.000 naglbítar est un groupe islandais de rock, originaire d'Akureyri. En 2003, leur chanson Láttu mig vera devient la chanson islandaise la plus jouée sur la station de radio Rás 2.

## Histoire
En 1995, le groupe participe au concours musical Músíktilraunir et termine à la troisième place. Vilhelm Anton, le chanteur du groupe, est élu meilleur chanteur du concours.
En 1998, le groupe publie son premier album, Neóndýrin, que Morgunblaðið considère comme un début prometteur pour le groupe.
En 2000, l'album Vögguvísur fyrir skuggaprins est publié et Morgunblaðið le considère comme une amélioration par rapport à l'album précédent, mais le groupe n'atteint pas encore son plein potentiel[non neutre]. En 2003, l'album Hjartagull est publié. Lors des Íslensku tónlistarverðlaunin de 2003, il est nommé comme meilleur album pop, et la chanson Láttu mig vera est nommée comme meilleure chanson pop. Le groupe participe la même année aux Iceland Airwaves. 

## Discographie
- 1998 : Neóndýrin
- 2000 : Vögguvísur fyrir skuggaprins
- 2003 : Hjartagull